# Can It Be All So Simple
Can It Be All So Simple – trzeci singel amerykańskiej grupy hip-hopowej Wu-Tang Clan z płyty Enter the Wu-Tang (36 Chambers) wydany w 1994 roku. Singel stał się klasykiem rapu.
W 1995 roku utwór został zremiksowany przez Ghostface Killah i Raekwon na płycie Only Built 4 Cuban Linx….

## Lista utworów na singlu
Opracowano na podstawie źródła.

### Strona A
1. "Can It All Be So Simple" (wersja radiowa) (4:19)
2. "Can It Be All So Simple" (wersja z albumu) (4:43)
3. "Can It Be All So Simple" (Instrumenty) (5:03)

### Strona B
1. "Wu-Tang Clan Ain’t Nuthing ta Fuck Wit" (wersja radiowa (3:36)
2. "Wu-Tang Clan Ain’t Nuthing ta Fuck Wit" (wersja z albumu) (3:36)
3. "Wu-Tang Clan Ain’t Nuthing ta Fuck Wit" (Instrumenty) (3:31)